# Michotamia aurata
Michotamia aurata es una especie de dípteros del género Michotamia, familia Asilidae. Se ubican en Birmania,Célebes, República de China, Bengala Occidental y en Pakistán.
Fue descrito por primera vez en 1794 por Fabricius.